# Onthophagus cavidorsis
Onthophagus cavidorsis là một loài bọ cánh cứng trong họ Bọ hung (Scarabaeidae).